# 日耳曼鎮區 (伊利諾伊州里奇蘭縣)
日耳曼鎮區（英語：German Township）是位於美國伊利諾伊州里奇蘭縣的一個行政鎮區。

## 地方資料
根據2010年美國人口普查的數據，日耳曼鎮區的面積為98.00平方千米，當中陸地面積為98.00平方千米，而水域面積為0.00平方千米。當地共有人口336人，而人口密度為每平方千米3.43人。